# Schauenstein
Schauenstein è una città tedesca di 2 122 abitanti, situata nel land della Baviera.